# یوسف ریشار
یوسف ریشار یا یوسف ریشار خان، ملقب به مؤدب المُلک (زاده: ۱۲۸۵ هجری قمری در تهران، درگذشت: ۱۳۵۴ هجری قمری در تهران)، پسر ژول ریشار، معلم مشهور زبان فرانسه در دارالفنون بود. وی پس از مرگ پدرش در سال ۱۳۰۸ هجری قمری، به جای پدر به دارالفنون رفت و برای مدتهای درازی در این مدرسه زبان فرانسه تدریس می‌کرد.
از دیگر عوامل شهرت او، مجموعه یا کلکسیون کاملی است که وی در طول عمر خویش، از مسکوکات ایرانی در دوره‌های مختلف تاریخی جمع‌آوری کرده بود. مجموعه سکه‌های وی، بسیار ارزشمند و قیمتی بود و در طهران شهرت داشت و طراح مدرسه رازی منطقه ۳ تهران بود